# Друга пловидба
Друга пловидба је други студијски албум српског рок бенда Галија.
Албум је издат у мају 1980. године, а промовисан је у јуну на концерту у Београду у Дом омладине и у Нишу у Хали Чаир.
Велики успех су имали и на концерту у Зеници где је било око 3.000 посетилаца и у Сарајеву.

## Списак песама
На албуму се налазе следеће песме:

## Чланови групе
- Ненад Милосављевић
- Предраг Милосављевић
- Душан Радивојевић
- Зоран Радосављевић
- Небојша Марковић
- Бобан Павловић